# فردیناند کوبلر
فردیناند کوبلر (تلفظ [ˈfɛrdinand ˈky:blər]؛ ۲۴ ژوئیهٔ ۱۹۱۹ – ۲۹ دسامبر ۲۰۱۶) رکابزن حرفه‌ای سوئیسی بود که در رشتهٔ دوچرخه‌سواری جاده فعالیت می‌کرد. او توانست بیش از ۴۰۰ پیروزی حرفه‌ای به دست آورد که مهم‌ترین آن‌ها تور دو فرانس ۱۹۵۰ و مسابقات قهرمانی جاده جهان ۱۹۵۱ بود.

## زندگی‌نامه
کوبلر در مارتالن زاده شد و دوچرخه‌سواری حرفه‌ای را در سال ۱۹۴۰ آغاز کرد. آغاز دوران حرفه‌ای او مقارن با جنگ جهانی دوم بود و فعالیت او به دلیل اشغال سایر مناطق توسط نازی‌ها محدود به سوئیس بود. کوبلر چند بار برندهٔ مسابقات قهرمانی سوئیس شد و سه بار در تور سوئیس به پیروزی رسید. همچنین دو بار برندهٔ تور روماندی شد. موفق‌ترین دوران فعالیت بین‌المللی کوبلر، سال‌های ۱۹۵۰ تا ۱۹۵۲ بود. او توانست در سال‌های ۱۹۵۱ و ۱۹۵۲ برندهٔ لافلش والونی و لیژ–باستون–لیژ شود. همچنین پس از نقرهٔ ۱۹۴۹ و برنز ۱۹۵۰ توانست در سال ۱۹۵۱ مدال طلای مسابقات قهرمانی جاده جهان را کسب کند.
نخستین حضور کوبلر در گرند تورها به سال ۱۹۴۷ برمی‌گردد. در این سال، او در تور دو فرانس شرکت کرد و علی‌رغم پیروزی در دو مرحله، نتوانست آن را به پایان برساند. در سال ۱۹۴۹ دوباره در تور حضور یافت و باز هم با وجود پیروزی در یک مرحله، در مرحلهٔ هجدهم وادار به کناره‌گیری شد. در سال ۱۹۵۰ ابتدا در جیرو چهارم شد. سپس در تور از غیبت فائوستو کوپی که در جیرو مصدوم شده‌بود، بهره برد و با غلبه بر جینو بارتالی، با برتری بیش از ۹ دقیقه قهرمان شد. همچنین در سه مرحله به پیروزی رسید. کوبلر نخستین سوئیسی بود که توانست برندهٔ تور دو فرانس شود. در سال‌های ۱۹۵۱ و ۱۹۵۲ سکوی سوم جیرو را کسب کرد؛ ولی در تور حضور نیافت. پس از عدم موفقیت در سال ۱۹۵۳، در سال ۱۹۵۴ در تور شرکت کرد و پس از لویزون بوبه بر سکوی دوم ایستاد. همچنین برندهٔ پیراهن امتیازی شد.
کوبلر رکابزنی بسیار فعال و ضربتی بود و گاهی حملات ناهوشمندانه‌ای انجام می‌داد. همچنین به دلیل میل شدید به بر سر گذاشتن کلاه استتسون، گاوچران خوانده می‌شد. او در سال ۱۹۵۷ در ۳۸ سالگی بازنشسته شد.
کوبلر در ۲۹ دسامبر ۲۰۱۶ در سن ۹۶ سالگی در زوریخ درگذشت. پیش از مرگش، مسن‌ترین برندهٔ زندهٔ تور دو فرانس بود.

## نتایج در گرند تورها
|                 | ۱۹۴۷     | ۱۹۴۸    | ۱۹۴۹      | ۱۹۵۰    | ۱۹۵۱    | ۱۹۵۲    | ۱۹۵۳    | ۱۹۵۴    | ۱۹۵۵      |
| جیرو دیتالیا    | نرفت     | نرفت    | نرفت      | ۴       | ۳       | ۳       | ناتمام  | نرفت    | نرفت      |
| پیروزی در مراحل | —        | —       | —         | ۰       | ۰       | ۰       | ۰       | —       | —         |
| رده‌بندی کوهستان | —        | —       | —         | بی‌رتبه  | بی‌رتبه  | بی‌رتبه  | بی‌رتبه  | —       | —         |
| رده‌بندی امتیازی | ناموجود  | ناموجود | ناموجود   | ناموجود | ناموجود | ناموجود | ناموجود | ناموجود | ناموجود   |
| تور دو فرانس    | ناتمام-۷ | نرفت    | ناتمام-۱۸ | ۱       | نرفت    | نرفت    | نرفت    | ۲       | ناتمام-۱۲ |
| پیروزی در مراحل | ۲        | —       | ۱         | ۳       | —       | —       | —       | ۲       | ۰         |
| رده‌بندی کوهستان | بی‌رتبه   | —       | بی‌رتبه    | ۴       | —       | —       | —       | ۶       | ۱۷        |
| رده‌بندی امتیازی | ناموجود  | ناموجود | ناموجود   | ناموجود | ناموجود | ناموجود | بی‌رتبه  | ۱       | بی‌رتبه    |
| ووئلتا اسپانیا  | نرفت     | نرفت    | ناموجود   | نرفت    | ناموجود | ناموجود | ناموجود | ناموجود |           |
| پیروزی در مراحل | —        | —       | ناموجود   | —       | ناموجود | ناموجود | ناموجود | ناموجود |           |
| رده‌بندی کوهستان | —        | —       | ناموجود   | —       | ناموجود | ناموجود | ناموجود | ناموجود |           |
| رده‌بندی امتیازی | ناموجود  | ناموجود | ناموجود   | ناموجود | ناموجود | ناموجود | ناموجود | ناموجود |           |

| ۱        | برنده                               |
| ۲–۳      | سه نفر اول                          |
| ۴–۱۰     | ده نفر اول                          |
| ۱۱–      | گذر از خط پایان                     |
| نرفت     | در مسابقه شرکت نکرد                 |
| ناتمام-x | به پایان نرساند (انصراف در مرحله x) |
| DNS-x    | آغاز نکرد (عدم شرکت در مرحله x)     |
| اخراج    | اخراج شد                            |
| ناموجود  | مسابقه/رده‌بندی انجام نشد            |
| بی‌رتبه   | در رده‌بندی گنجانده نشد              |